# Lipinia pulchra
Lipinia pulchra är en ödleart som beskrevs av  George Albert Boulenger 1903. Lipinia pulchra ingår i släktet Lipinia och familjen skinkar. Inga underarter finns listade i Catalogue of Life.